# Isaouane-n-Tifernine
Isaouane-n-Tifernine är en sandöken i Algeriet.   Den ligger i provinsen Illizi, i den centrala delen av landet, 1 200 km söder om huvudstaden Alger.